# 기기괴계 (비디오 게임)
《기기괴계》는 타이토가 1986년에 발매한 아케이드 게임이다. 중세 일본의 신토 무녀 사요가 일본 신화의 귀신들과 맞서 싸우는 내용이다.

## 개발
《기기괴계》는 일본 개발사 타이토의 게임 디자이너 야부사키 히사야가 기획했다. 기본적으로 진행형 슈팅 게임의 형식이나 플레이어 캐릭터 사요가 화면에서 자유롭게 움직이며 8방향으로 탄을 발사할 수 있다. 동양풍 분위기의 아기자기한 그래픽이 특징이다.

## 후속
1992년, 일본 개발사 나츠메가 슈퍼 패미컴으로 개발한 《기기괴계: 수수께끼의 검은 망토》가 출시됐으며, 1994년에 그 후속작 《기기괴계: 달밤 초자》가 출시됐다. 2001년에는 알트론이 개발한 게임보이 어드밴스용 게임 《기기괴계 어드밴스》가 출시됐다.
2022년에 슈퍼 패미컴용 《기기괴계》 게임들에 참여한 제작진이 설립한 회사 텐구 프로젝트가 개발한 신작 《기기괴계: 검은 망토의 수수께끼》가 닌텐도 스위치 및 플레이스테이션 4로 발매됐다.

## 참조

### 내용주
1. ↑  일본어: 奇々怪界